# Hugo Weczerka
Hugo Weczerka (né le 25 mars 1930 à Vama, Bucovine et mort le 2 avril 2021  à Marbourg) est un historien allemand.

## Biographie
Hugo Weczerka publie le premier mémoire sur les Allemands de Bucovine en 1954 dans la série de publications du groupe de travail de Göttingen. Il obtient son doctorat en mai 1956 à l'Université de Hambourg avec la thèse Das mittelalterliche und frühneuzeitliche Deutschtum im Fürstentum Moldau von seinen Anfängen bis zu seinem Untergang (13.–17. Jahrhundert). À partir de 1963, il est membre correspondant et à partir de 1974, employé régulier du Conseil de recherche Johann-Gottfried-Herder (de).
À partir de 1967, Hugo Weczerka travaille à l'Institut Herder de Marbourg avec un accent de recherche sur l'histoire et la géographie historique. À partir de 1969, il est rédacteur en chef de la revue "Zeitschrift für Ostforschung" (ZfO) et son rédacteur en chef de 1969 à 1982. Il succède à Roderich Schmidt en tant que directeur de l'Institut Herder d'avril 1990 jusqu'à sa retraite en 1995. Il est membre de la Commission historique de Silésie (de).
Weczerka est un membre correspondant de longue date du conseil d'administration de l'Institut d'histoire urbaine comparée (de) (IStG) de l'Université de Münster.

## Travaux (sélection)
- Die Deutschen im Buchenland (= Der Göttinger Arbeitskreis. Schriftenreihe. Heft 51), Holzner Verlag, Würzburg 1954.
- Herkunft und Volkszugehörigkeit der Lemberger Neubürger im 15. Jahrhundert (mit 2 Karten). In: Zeitschrift für Ostmitteleuropa-Forschung. Heft 1–4 (1955), S. 506–530.
- mit Heinz Stoob (de): Die Ausbreitung der abendländischen Stadt im östlichen Mitteleuropa 1301–1800. In: Atlas östliches Mitteleuropa. Velhagen & Klasing, Bielefeld 1959.
- Das mittelalterliche und frühneuzeitliche Deutschtum im Fürstentum Moldau von seinen Anfängen bis zu seinem Untergang 13.–17. Jahrhundert. 1955 (zugleich Dissertation, Universität Hamburg, Philosophische Fakultät, Hamburg 4. Mai 1956) → Neuauflage (= Buchreihe der Südostdeutschen Historischen Kommission. Band 4), Oldenbourg, München 1960.
- Siedlungsgeschichte des Bukowiner Deutschtums. In: Franz Lang (Hrsg.): Buchenland. Hundertfünfzig Jahre Deutschtum in der Bukowina (= Veröffentlichungen des süddeutschen Kulturwerks. Heft 16), München 1961, S. 23–41.
- Putzger-Wandkarten. Polen im 20. Jahrhundert. Die Teilung Polens 1772–1795. Karte 116, Velhagen & Klasing, Bielefeld 1961.
- mit Friedrich Bruns (de): Hansische Handelsstraßen:
  - Teil 1: Atlas. Böhlau Verlag, Köln/ Graz 1962.
  - Teil 2: Textband. Böhlau Verlag, Köln/ Graz 1967.
  - mit Evamaria Engel und Ilse Bongardt: Teil 3: Registerband. Böhlau Verlag, Weimar 1968.
- mit Paul Johansen (de): Rossica externa. Studien zum 15.–17. Jahrhundert. Festgabe für Paul Johansen zum 60. Geburtstag. N. G. Elwert Verlag, Marburg 1963,  (ISBN 3-7708-0205-5).
- (de) « Herike, Goswin von », dans Neue Deutsche Biographie (NDB), vol. 8, Berlin, Duncker & Humblot, 1969, p. 616–617 (original numérisé).
- Prof. Dr. Herbert Schlenger †. In: Mitteilungen der Südosteuropa-Gesellschaft. Nr. 1/2, 9 (1969), S. 26–28.
- Rumänien (bis 1945). In: Literaturberichte über Neuerscheinungen zur außerdeutschen Geschichte. Band 5, Oldenbourg, München 1973, S. 324–420.
- Literaturbericht über die Geschichte Rumäniens bis 1945. Veröffentlichungen 1944–1970. In: Historische Zeitschrift, 1973, S. 325–420.
- Stadt- und Marktgründungen und Stadtabgänge in Schlesien 1450–1800. In: Zeitschrift für Ostforschung 23 (1974), S. 193–260.
- als Hrsg.: Schlesien (= Handbuch der historischen Stätten). Alfred Kröner, Stuttgart 1977 (= Kröners Taschenausgabe. Band 316),  (ISBN 3-520-31601-3); 2. Auflage ebenda 2003.
- Verzeichnis der Veröffentlichungen Walter Kuhns (de) 1923–1978. In: Zeitschrift für Ostforschung 27 (1978), S. 532–554.
- Die Herkunft der Studierenden des Jüdisch-Theologischen Seminars zu Breslau 1854–1938. In: Zeitschrift für Ostforschung 35 (1986), S. 88–138.
- Stadtmappe Breslau – Deutscher Städteatlas. GSV Größchen Städteatlas, Altenbeken 1987,  (ISBN 3-89115-035-0).
- mit Heinz Stoob: Stadtmappe Goldberg – Deutscher Städteatlas. GSV Größchen Städteatlas, Altenbeken 1987,  (ISBN 3-89115-004-0).
- Die Residenzen der schlesischen Piasten. In: Hans Patze (de), Werner Paravicini (Hrsg.): Fürstliche Residenzen im spätmittelalterlichen Europa. Thorbecke, Sigmaringen 1991,  (ISBN 3-7995-6636-8), S. 311–347.
- Stände und Landesherrschaft in Ostmitteleuropa in der frühen Neuzeit. Verlag Herder-Institut, Marburg 1995,  (ISBN 3-87969-237-8).
- Juden in Schlesien. Ein Literaturbericht. In: Zeitschrift für Ostforschung 47 (1998), S. 70–81.
- Aspekte der Zusammenarbeit in der Ostmitteleuropa-Forschung. Tagung des Herder-Instituts und des J. G. Herder-Forschungsrates am 22./23. Februar 1994. Band 1, VIII, Marburg 1996,  (ISBN 3-87969-243-2).
- mit Hans Lemberg (de): Die Arbeit des Forschungsverbundes Ostmitteleuropa in den Jahren 1990–1996. Herder-Institut, Marburg 1996.
- Czernowitz. Städtebauliche Entwicklung in österreichischer Zeit. Hrsg. vom Traditionsverband Katholischer Czernowitzer Pännaler, Innsbruck 2000.
- Schlesiens zentrale Orte. Kontinuität und Wandel vom Mittelalter bis zur Mitte des 20. Jahrhunderts. In: Jahrbuch der Schlesischen Friedrich-Wilhelms-Universität zu Breslau 49 (2008/2009), S. 33–61.
- Die „Francisco-Josephina“ in Czernowitz. Eine Universität am Ostrand der Habsburgermonarchie. In: Victoria Popovici, Wolfgang Dahmen (de), Johannes Kramer (de) (Hrsg.): Gelebte Multikulturalität. Czernowitz und die Bukowina. Peter Lang, Frankfurt am Main 2010,  (ISBN 978-3-631-56484-4), S. 67–85.
- Paul Johansen (1901–1965), Hanse- und Osteuropahistoriker. Bemerkungen zu einer neuen Publikation. In: Hansische Geschichtsblätter 130 (2012), S. 211–223.